# Norddeutsche Eisenbahngesellschaft Niebüll
Norddeutsche Eisenbahngesellschaft Niebüll GmbH (NEG) er en baneselskab fra Nibøl. Hovedopgaven er befordring af gods, inklusive farligt gods. NEG kører på strækningen Rigsgrænsen Tyskland-Danmark til Tønder og Tønder-Bramming-Grindsted.
(Sikkerhedscertifikat 6. maj 2004)